# غصيبة
غَصِيْبَة  هي واحدة من البلدات التاريخية التي تحمل في طياتها الكثير من الحكايات والتراث. تقع غصيبة في أعلى وادي حنيفة على بعد ثلاثة كيلو مترات شمال المليبيد، أي عند أقصى الطرف الشمالي لحدود الدرعية القديمة. يتميز موقع غَصِيْبَة بموقعه الحصين؛ حيث يقع على قمة جبل يتخذ شكل رأس مثلث. مما يمنحها رؤية واضحة على المناطق المحيطة، إذ أنها تطل من الجهة الجنوبية على التقاء شعيب قليقل بوادي حنيفة ثويتسع هذا المثلث كلما اتجه شمالاً نحو ظهرة ناظرة.

## تاريخ غصيبة
ظهرت بلدة غصيبة  للوجود في بداية النصف الثاني من القرن التاسع الهجري، عندما قدِم مانع المريدي جدّ الأُسرة السعودية الحاكمة من بلدة الدروع من شرق الجزيرة العربية إلى أبناء عمومته في منطقة حجر اليمامة في منتصف القرن التاسع الهجري/ الخامس عشر الميلادي. وأعطاه موضعي المليبيد وغصيبة على ضفاف وادي حنيفة، فنزلهما وعمرهما واتسع بالعمارة والغرس في نواحيهما وزاد عمارتهما ذريته من بعده.
كانت غصيبة مركز حكم الإمام محمد بن سعود بن محمد بن مقرن، عندما وصل إلى الحكم في عام 1139هـ/ 1727م وأجلى آل وطبان عنها. ثم أصبح الإمام محمد بن سعود حاكماً للدرعية كلها بعد أن كان آل مقرن يحكمون غصيبة. وذكر المؤرخ ابن عيسى هذه الحادثة بقولهم: "فاستقل بعد هذه الولاية بالدرعية كلها ومعها غصيبة" وآلت غصيبة بعد ذلك إلى آل دغيثر الذين هم من آل يزيد من بني حنيفة.

## معالم غصيبة

### سور غصيبة
يتألف حي غصيبة من ثلاثة أسوار تتسم بالمتانة والقوة. تشمل هذه الأسوار سورًا شماليًا وسورًا غربيًا وسورًا شرقيًا، مما يمنحها شكل مثلث، من جهة الحي الجنوبية. توجد زاوية التقاء الرافد بالوادي. يبلغ طول السور الشمالي الشرقي 205 أمتار، ويتوسطه بوابة ضخمة  كانت المدخل الرئيسي للبلدة. أما السور الشمالي الغربي فيبلغ طوله 308 أمتار، ويطل جزء منه على وادي حنيفة. بينما يبلغ طول السور الجنوبي الشرقي 312 مترًا. تبلغ المساحة الإجمالية للأسوار 32،122 متراً مربعاً وقد تميزت أسوار غصيبة وحصونها بالقوة والمنعة والإحكام المتقن.

### قصر غصيبة
كان القصر مقراً لأسرة آل سعود منذ عهد جدهم مانع المريدي الذي اتخذ الحي مسكنا له ونزل به وعمًره. ثم بعد ذلك انتقلت الأسرة إلى حي الطريف منذ عهد الإمام محمد بن سعود وذلك بعد أن اكتظ حي غصيبة بالسكان، إلى أن تولى الإمام سعود(الكبير) بن عبد العزيز الذي بنى القصر وشدد في تحصينه بوضع أبواب من الحديد عليه. يذكر ذلك الرحالة الفرنسي فليكس مانجان بُني من قِبل الإمام سعود الكبير وقد عده  مانجان من أكثر حصون الدرعية منعة وقوة، خاصةً وأنه يقع على مرتفع استراتيجي في هذه المنطقة. تميز القصر بشدة التحصين إذ اتخذت أبوابه من الحديد كما أورد أن بعض أمراء آل سعود قد اتخذوا منه حصناً  أثناء حصار الدرعية وكان لهذا القصر دورٌ في قوته ومناعته أثناء حصار الدرعية، حيث تحصنت به القوات السعودية  ضد القوات العثمانية المصرية كذلك -ابن بشر- أورد ذكر القصر خلال سرده لأحداث حصار الدرعية، وذكر أن ابن عبد الله بن سعود أحد الأمراء الذين تحصنوا به.

### مسجد حي غصيبة
يقع مسجد غصيبة بالقرب من القصر في منتصف الجهة الغربية من الحي، وتبلغ أطواله ما بين 20 إلى 25 متر من الجهة الشمالية إلى الجهة الجنوبية، وما بين الجهة الغربية والشرقية ما يقارب 15 إلى 20 متراً بني المسجد من المداميك الحجرية المرصوصة بشكل شبه منتظم، وكسيت جدرانه باللبن، ورصفت أرضيته بالآجُر ودعم بناؤه بأعمدة يقوم عليها قدرت بستة أعمدة كبيرة وما زال محرابه المكسو بالحجارة وأساسات جداره الغربي وأماكن الوضوء في الجهة الشمالية الغربية باقية آثارها وفي الجزء الشرقي من المسجد يوجد صحن غير مسقوف، وبه عدد غير محدود من الأروقة المطمورة التي تمثل ساحة للصلاة، وتحتوي على محراب نصف دائري يبدو واضحاً من خلال جدار القبلة الخارجي المطل على الوادي. أما حدود جدران المسجد الخارجية فتأتي من ثلاث جهات: الجهة الجنوبية والجهة الغربية والجهة الشمالية.